# Pioneer Palcom PX-7
Pioneer Palcom PX-7 (Palcom PX-7) је био кућни рачунар фирме Pioneer који је почео да се производи у Јапану од 1985. године.
Користио је Zilog Z80 као микропроцесор. РАМ меморија рачунара је имала капацитет од 32 KB + 2 KB. 
Као оперативни систем кориштен је MSX DOS.

## Детаљни подаци
Детаљнији подаци о рачунару Palcom PX-7 су дати у табели испод.
|                       |                                                                                     |
| [ 1 ]                 |                                                                                     |
| Произвођач            |                                                                                     |
| Тип                   | кућни рачунар                                                                       |
| Меморија              | 32 + 2                                                                              |
| Поријекло             | Јапан                                                                               |
| Година                | 1985                                                                                |
| Тастатура             | одвојена тастатура                                                                  |
| Процесор              |                                                                                     |
| Фреквенција процесора | 3,58                                                                                |
| RAM                   | 32 + 2                                                                              |
| ROM                   | 48 (32 BIOS/BASIC + 8 P-BASIC)                                                      |
| Текст                 | мод 0: 40 x 24                                                                      |
| Графика               | мод 2: 256 x 192 са 16 боја (Hires мод)                                             |
| Боја                  | 16                                                                                  |
| Звук                  | General Instruments AY-3-8910 Programmable Sound Generator                          |
| Димензије             | 47,1 (ширина) x 37,5 (дубина) x 14,5 (висина) (главна јединица) / Укупна тежина: 24 |
| Портови               |                                                                                     |
| Оперативни систем     |                                                                                     |